# Dzieci Crayola: 20000 mil podmorskiej żeglugi
Dzieci Crayola: 20000 mil podmorskiej żeglugi (ang. Crayola Kids Adventures: 20,000 Leagues Uunder the Sea) – film miał w Polsce swoją premierę w KidsCo w 2007 roku o godz. 18:00 w Kinie KidsCo.

## Bohaterowie
- Kapitan Nemo – kapitan łodzi podwodnej „Nautilus”
- Ned – harpunnik
- Profesor Pierre Aronnax – zoolog. Ma siostrę Bew.
- Bew – siostra Profesora
- Kapitan Ferragur – kapitan statku „Lincoln”